# La Nau
La Nau fue un periódico en lengua catalana, editado en Barcelona entre 1927 y 1933.

## Historia
Fue fundado y dirigido por Matías Mallol Bosch y Antoni Rovira i Virgili el 1 de octubre de 1927, quienes también ejercerían como directores. Se transformó en diario matutino el 2 de octubre de 1929, ya que inicialmente se editaba como diario vespertino. Tras la proclamación de la Segunda República el diario ejerció como órgano de Esquerra Republicana de Cataluña (ERC). Entre sus redactores y colaboradores destacaban Josep Maria Massip, Ambrosio Carrión Juan, Manuel Brunet Solà, Domènec Guansé Salesas, Felip Graugés Camprodon, Armand Obiols y Manuel Valldeperes Jaquetot.
A pesar del gran prestigio intelectual de sus directores y colaboradores, no consiguió arraigar ante el público. Fue, de hecho, una publicación económicamente deficitaria y sin grandes ventas entre el público. Cesó sus publicaciones el 21 de enero de 1933.